# La patrulla chiflada
La patrulla chiflada es una película en blanco y negro de Argentina dirigida por Carlos Rinaldi sobre el guion de Máximo Aguirre que se estrenó el 29 de abril de 1952 y que tuvo como protagonistas a Los Cinco Grandes del Buen Humor y Susana Campos. Fue filmada parcialmente en Mar de Ajó.

## Sinopsis
En Casablanca, cinco amigos desenmascaran a una banda de traficantes.

## Reparto
- Rafael Carret ... Pato
- Guillermo Rico ... Oficial Guillermo Valdez
- Jorge Luz ... Jorge
- Zelmar Gueñol ... Zelmar
- Juan Carlos Cambón ..."Gordo"
- Susana Campos ... Diana
- José Comellas ... Jorge Romero, duque de Fuenteovejuna
- Julián Bourges ... Rancún
- María Esther Corán ... Srta. Galíndez (Directora)
- Irma Gabriel
- Cristina Berys
- Edith Boado
- Antonio Provitilo
- Diego Marcote
- Lois Blue
- Eduardo de Labar ... Alí Kankán
- Clarisse et Robert
- Rita Montero
- Rafael Diserio ... Capitán

## Comentarios
Noticias Gráficas dijo en su crónica sobre el filme:

”Rinaldi realiza una labor realmente meritoria ya que el relato del film se va desenvolviendo de manera desenvuelta y ágil, evitando que cosas tan conocidas…no resultn pesadas.”

Por su parte Manrupe y Portela escriben de la película:

”Una de las mejores del grupo, bien dirigido y contenido por Rinaldi, con buenos gags y hasta médanos donde llevar un camello a cuestas.”